# Roy Cohn
Roy Marcus Cohn (New York, New York, 20 februari 1927 – Bethesda, Maryland, 2 augustus 1986) was een Amerikaanse jurist, die tijdens het tijdperk McCarthy bekendheid en macht verwierf. 
Zijn acties, in zijn samenwerking met senator Joseph McCarthy, tegen werkelijke of vermeende communisten in regering, militair apparaat en overige uitvoerende instanties waren zeer omstreden.

## Afkomst en opleiding
Cohn werd geboren als enig kind van Dora Marcus (1892-1967) en Albert Cohn (1865-1959), een New Yorkse rechter en invloedrijk lid van de Democratische Partij. Tot de dood van zijn moeder woonde hij in het ouderlijk huis.
In 1947 studeerde hij af aan de Columbia Law School in New York. Vervolgens werkte hij als assistent voor het bureau van de openbare aanklager Irving Saypol in Manhattan. 
Cohn was behulpzaam bij het winnen van een serie processen met een anticommunistisch karakter, waarover de media publiceerden. Zo werd hij onder meer bekend door de aanklacht tegen William W. Remington, een medewerker van het ministerie van Handel, die wegens meineed veroordeeld werd, omdat hij leugenachtig had verklaard geen lid van de Communistische Partij te zijn geweest. Verder klaagde hij elf leidende figuren uit de Communistische Partij aan wegens opruiing in de zin van de Smith Act.
In 1951 speelde Cohn een prominente rol in de spionagezaak van Julius en Ethel Rosenberg. Zijn verhoor van Ethels broer David Greenglass droeg er aanzienlijk aan bij dat Julius en Ethel Rosenberg ter dood werden veroordeeld en vervolgens geëxecuteerd. In vervolg hierop merkte FBI-directeur J. Edgar Hoover het talent van de 24-jarige Cohn op en deze beval hem aan bij senator McCarthy. Deze stelde hem aan als topadviseur. Binnen korte tijd daarna kregen Cohn en McCarthy uitgebreide bevoegdheden in de Subcommissie voor Onderzoek(en) van de Senaat.
Cohn en McCarthy attaqueerden vele medewerkers van de regering en de uitvoerende macht, evenals culturele werkers. Naar later bleek werden daarbij lang niet alleen hun al of niet bestaande verbindingen met de communistische ideologie onderzocht. Kort na Cohns benoeming tot topadviseur circuleerden er in Washington geruchten, dat Cohn homoseksueel was en een seksuele relatie onderhield met adviseur David Schine van genoemde subcommissie van de Senaat.
In 1954 publiceerde Cohn een pamflet met de titel Only a Miracle Can Save America From the Red Conspiracy (Alleen een Wonder kan Amerika van de Rode Samenzwering Redden). 
In hetzelfde jaar kwam het tot een openlijk conflict tussen het militaire apparaat en McCarthy en Cohn, waarbij het om Schine ging. Klaarblijkelijk was deze tijdens zijn diensttijd op voorspraak van Cohn bevoordeeld. Weliswaar lukte het McCarthy en Cohn dit verwijt af te houden, maar dit voorval droeg ontegenzeggelijk bij aan de politieke neergang van McCarthy. Cohn nam aansluitend zelf ontslag.
Na zijn tijd bij McCarthy begon Cohn aan een dertig jaar lang durende carrière als advocaat in New York. Tot zijn cliënten behoorden onder anderen vastgoedtycoon Donald Trump en onderwereldfiguren als Anthony Salerno, Carmine Galante en John Gotti, evenals het aartsbisdom New York. Hij bleef nauw verbonden met de conservatieve politiek en gaf ook informele adviezen aan de presidenten Richard Nixon en Ronald Reagan.
In 1984 werd bij Cohn aids gediagnosticeerd. Tot zijn dood bleef hij echter beweren dat hij aan leverkanker leed. Cohn stierf op 2 augustus 1986 aan de gevolgen van aids. Hij werd in Queens begraven.

## Portrettering in romans en films
De bekendste verwijzing naar Cohn is te vinden in de rol van het toneelstuk Angels in America: A Gay Fantasia on National Themes van Tony Kushner. Hierin wordt hij neergezet als zichzelf hatende, op macht beluste en huichelachtige man, die zijn seksuele voorkeur verloochent. De geest van Ethel Rosenberg ondervraagt hem, terwijl Cohn zijn doodsoorzaak verdraait en beweert aan leverkanker te lijden. Het stuk werd door Home Box Office (HBO) in 2003 verfilmd. De rol van Cohn werd door Al Pacino en die van Ethel Rosenberg door Meryl Streep gespeeld.
Cohn werd in 1992 geportretteerd door James Woods (acteur) in Citizen Cohn en door Joe Pantoliano in Robert Kennedy and His Times. Cohn wordt ook in de televisieserie Akte X – De Verontrustende Val van de FBI genoemd. Daarin spreekt een voormalige FBI-agent, ene Mulder, over het begin van het tijdperk McCarthy.
In de vroege jaren negentig werd de figuur Cohn in het theaterstuk Roy Cohn/Jack Smith van Ron Vawter op de planken gebracht.
Kurt Vonnegut thematiseerde Cohn in de roman Jailbird.
Roy Cohn, Rock Hudson en Michel Foucault zijn de belangrijkste karakters in het werk Twilights of the Gods van Mathias Viegener, waarin de drie elkaar ontmoeten in een hiv-kliniek in het Amerikaanse ziekenhuis van Parijs.
In de film Good Night and Good Luck van George Clooney wordt Roy Cohn kort getoond bij het voeren van een getuigenverhoor dat karakteristiek was voor de Senaatscommissie in het tijdperk McCarthy.
Roy Cohn komt ook voor in de Netflix docuserie uit 2019: 'Trump - An American dream', seizoen 1, aflevering 1, getiteld 'Manhattan'. Cohn's samenwerking met vastgoedtycoon, Donald Trump, in de jaren '70 wordt in beeld gebracht: uitbreiding van macht en invloed.
Hij was het onderwerp van twee documentaires uit 2019: Bully. Coward. Victim. The Story of Roy Cohn - geregisseerd door Ivy Meeropol (een documentairemaker en kleindochter van Julius en Ethel Rosenberg), en Matt Tyrnauer's documentaire Where's My Roy Cohn?
In de SkyShowtime serie ‘Fellow Travelers’ komt Cohn (gespeeld door Will Brill) ook veelvuldig voor. De serie toont de ontwikkeling van de relatie tussen twee homoseksuele mannen en laat zien dat de heksenjacht van McCarthy en Cohn zich niet alleen op communisten richtte, maar ook op homosexuele overheidsemployees. 
In 2024 is een speelfilm uitgebracht over het leven van Donald Trump met de titel 'The Apprentice'. In deze film blijkt de enorme invloed die Roy Cohn heeft gehad op het leven van Trump en zijn manier van handelen. De rol van Cohn wordt gespeeld door Jeremy Strong, Donald Trump wordt vertolkt door Sebastian Stan.